# Lagarrigue, Tarn

Lagarrigue este o comună în departamentul Tarn din sudul Franței. În 2009 avea o populație de 1.790 de locuitori.

## Evoluția populației
| An        | 1975 | 1982  | 1990  | 1999  | 2006  | 2009  |
| --------- | ---- | ----- | ----- | ----- | ----- | ----- |
| Populație | 929  | 1.320 | 1.695 | 1.641 | 1.707 | 1.790 |